# Чоколов, Семён Петрович
Супруги Чоколовы на портретах В. А. Серова (1887)
Семён Петрович Чоколов (1848 или 1850 — 1921) — инженер-путеец, руководил строительством Московско-Ярославско-Архангельской железной дороги; предприниматель и коллекционер.

## Биография
О происхождении С. П. Чоколова, как и дате его рождения, нет достоверных сведений. 
После окончания в 1869 году московской Практической академии коммерческих наук он учился в Санкт-Петербурге, в Институте инженеров путей сообщения. Женился на происходившей из старинного дворянского рода Веневитиновых, Екатерине Николаевне Веневитиновой (1863—?). В приданое вошла часть усадьбы Горожанка.
Когда 12 июня 1894 года было организовано строительное управление (контора) Московско-Ярославской железной дороги, С. П. Чоколов был утверждён главным инженером строительства; им были разработаны индивидуальные чертежи для станции 2-го класса в Костроме, 3-го класса — в Нерехте, а также типовые чертежи для более мелких станций 4-го и 5-го классов.

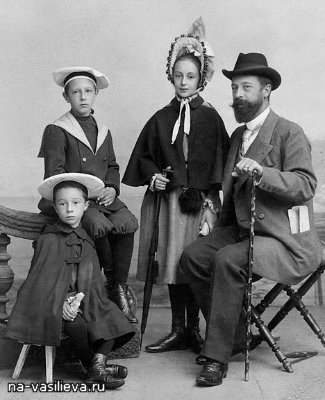
С. П. Чоколов с детьми (1897)

Был дружен с С. И. Мамонтовым, часто бывал у него в усадьбе Абрамцево. Мамонтов предложил Чоколовым заказать портреты молодому художнику Валентину Серову и в 1887 году Серов оказался в Ярославле, где в это время жила семья Чоколовых, где и выполнил два известных портрета; Серов писал Екатерину Николаевну Чоколову полтора месяца, затем ещё месяц — портрет Семёна Петровича. Начинающий художник с благодарностью писал жене Саввы Ивановича: «нахожусь я у Чоколовых, пишу портрет с madame и даю ей нечто вроде урока… есть у меня своя комната, люди они (хозяева) славные, радушные — чего же мне ещё».
В 1896 году Семён Петрович Чоколов предложил Мамонтову купить за Бутырской заставой несколько участков и к 1899 году они вместе с инженерами-путейцами К. Д. Арцыбушевым и М. В. Кривошеиным построили на приобретённой земле несколько зданий между Бутырским проездом (ныне — Нижняя Масловка) и безымянным проездом на Ямское поле Во владении № 9 разместился Керамический завод С. И. Мамонтова Абрамцево.
В 1898 году С. П. Чоколов принял в качестве инженера участие в проекте строительства гостиницы «Метрополь» архитектора Л. В. Кекушева; они выезжали за границу для осмотра в Вене, Берлине, Париже и Лондоне больших современных гостиниц.
После ареста Мамонтова в начале 1900-х годов Чоколов вместе с женой стал заниматься заводом в селе Всехсвятское, в числе продукции которого были фарфоровые изоляторы для телеграфных и телефонных линий, а также для железной дороги; они сумели создать высокотехнологичное, рентабельное производство, обеспечивавшее своими изделиями почти всю Россию; на Брюссельской международной выставке в 1905 году продукция завода была отмечена золотой медалью.
После 1917 года, вследствие отъезда семьи Чоколовых их серовские портреты оказались в собрании четы Рыбаковых; портрет Семёна Чоколова позже был приобретён Русским музеем.